# Тулуб

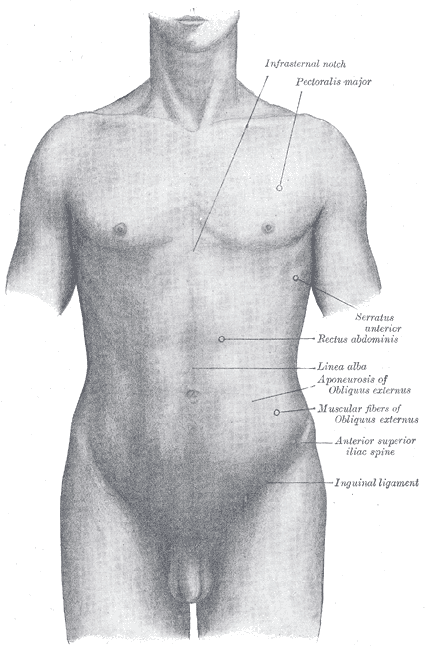

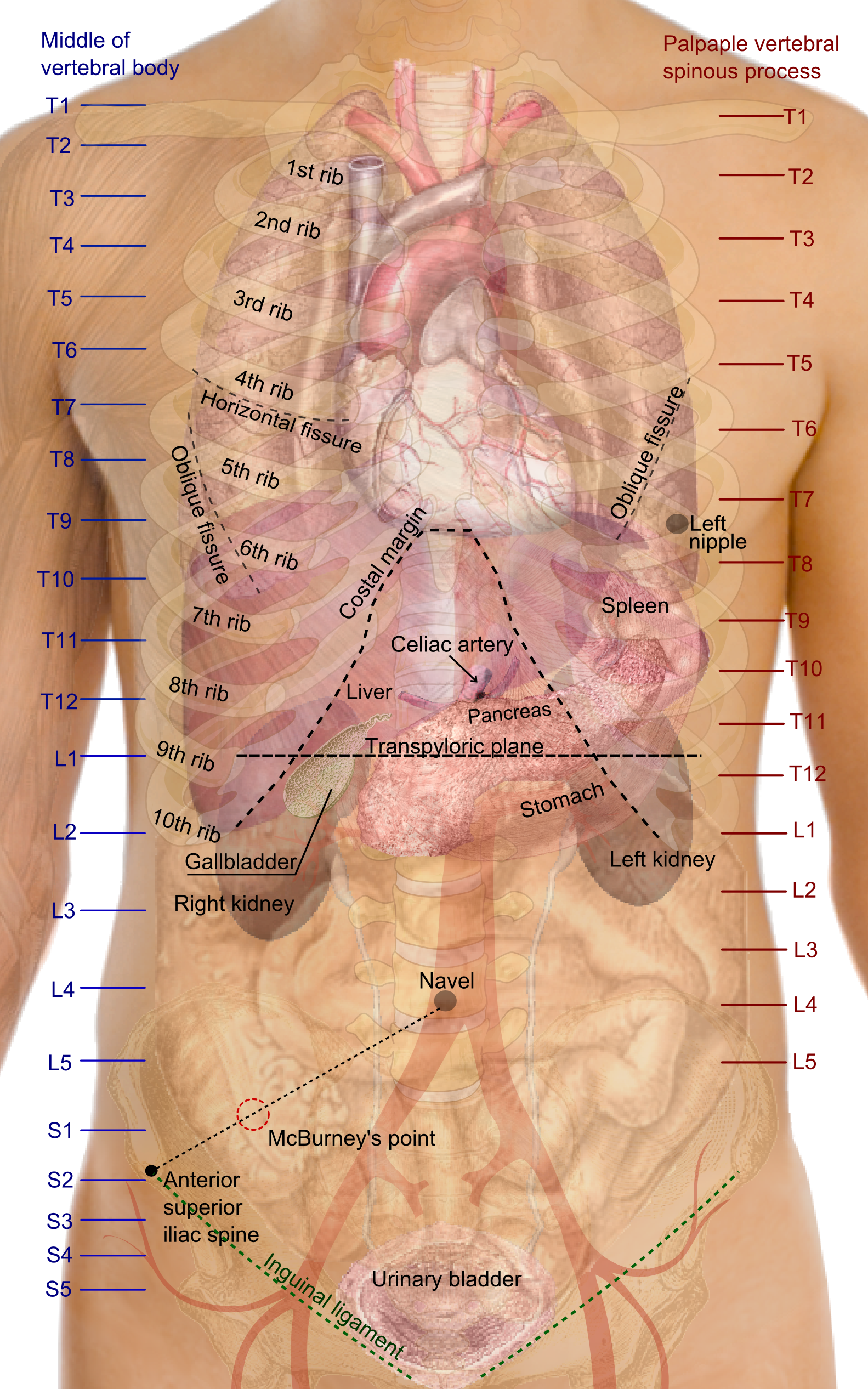
Поверхнева проєкція основних внутрішніх органів тулуба

Тулуб, тіло (лат. Truncus) — центральна в анатомічному розумінні частина тіла у тварин, що не включає голову, шию, кінцівки і хвіст. Торсом же називається частина тулуба, розташована нижче живота і вище пояса, що належить до частини тіла «тулуб».

## Частини
Тулуб ділиться на чотири частини:
- груди (Thorax)
- живіт (Abdomen)
- спина (Dorsum)
- таз (Pelvis)

Окремі частини діляться далі на регіони (Regiones pectoris, Regiones abdominis, Regiones dorsi і Regiones pelvis).
Найвужчою частиною тулуба є талія.